# Sân vận động Phan Thiết
Sân vận động Phan Thiết, tên chính thức là Sân vận động Thành phố Phan Thiết, là một sân vận động đa năng nằm ở phường Phú Trinh, Phan Thiết, Bình Thuận, Việt Nam. Sân có sức chứa 20.000 khán giả.